# Huaylas (tỉnh)
Tỉnh Huaylas (tiếng Tây Ban Nha: Provincia de Huaylas) là một tỉnh thuộc vùng Ancash của Peru. Tỉnh Huaylas có diện tích 2293 km², dân số thời điểm theo điều tra dân số ngày 11 tháng 7 năm 1993 là 50575 người. Tỉnh lỵ đóng ở Caráz.